# أنتيفا
أنتيفا (بالإنجليزية: Antifa) هي حركة محتجين يسارية معارضة للفاشية والنازية ومناهضة للرأسمالية والنيوليبرالية واليمين المتطرف، ويعتنق أغلبهم الأفكار الشيوعية والاشتراكية واللاسلطوية مع بعض الأفكار الليبرالية (لكن لا ينبغي الخلط بينها وبين الكتلة السوداء). تبرز أثناء الصراعات السياسية سواء في الإنترنت أو في الأماكن العامة، ويقومون باستخدام وسائل متنوعة سواء تدمير الممتلكات أو الضرب والتحرش بمعارضيهم من الذين يصفونهم بالعنصريين والفاشيين أو اليمينيين المتطرفين بالإضافة إلى التشهير بهم، حيث لا تخجل من أساليب الاحتجاج المتشددة، بما في ذلك تدمير الممتلكات وأحيانا العنف الجسدي. ويتميزون بلبس اللون الأسود وبإخفاء وجوههم كملثمين. ازداد نفوذهم وإحتجاجاتهم بعد إعلان دونالد ترامب ترشحه للرئاسة الأمريكية وثم فوزه بمنصب الرئاسة، فلقد كانوا حاضرين في احتجاجات بيركلي لعام 2017 من الاستفزاز اليميني ميلو يانوبولوس وفي الاحتجاجات العنيفة ضد تنصيب دونالد ترامب، ووفقا لمؤلف كتاب:(Antifa: The Anti-Fascist Handbook) (أنتيفا: الكتيب المناهض للفاشية) مارك براي بدأ مزيد من الأمريكيين الانضمام للحركة بعد وصول ترامب للسلطة في عام 2016، وقد كانوا حاضرين أيضًا في احتجاجات شارلوتسفيل 2017.
وفي خضم احتجاجات جورج فلويد جراء مقتله، اقترح دونالد ترامب مؤخرًا تصنيفهم كجماعة إرهابية.

## الاسم

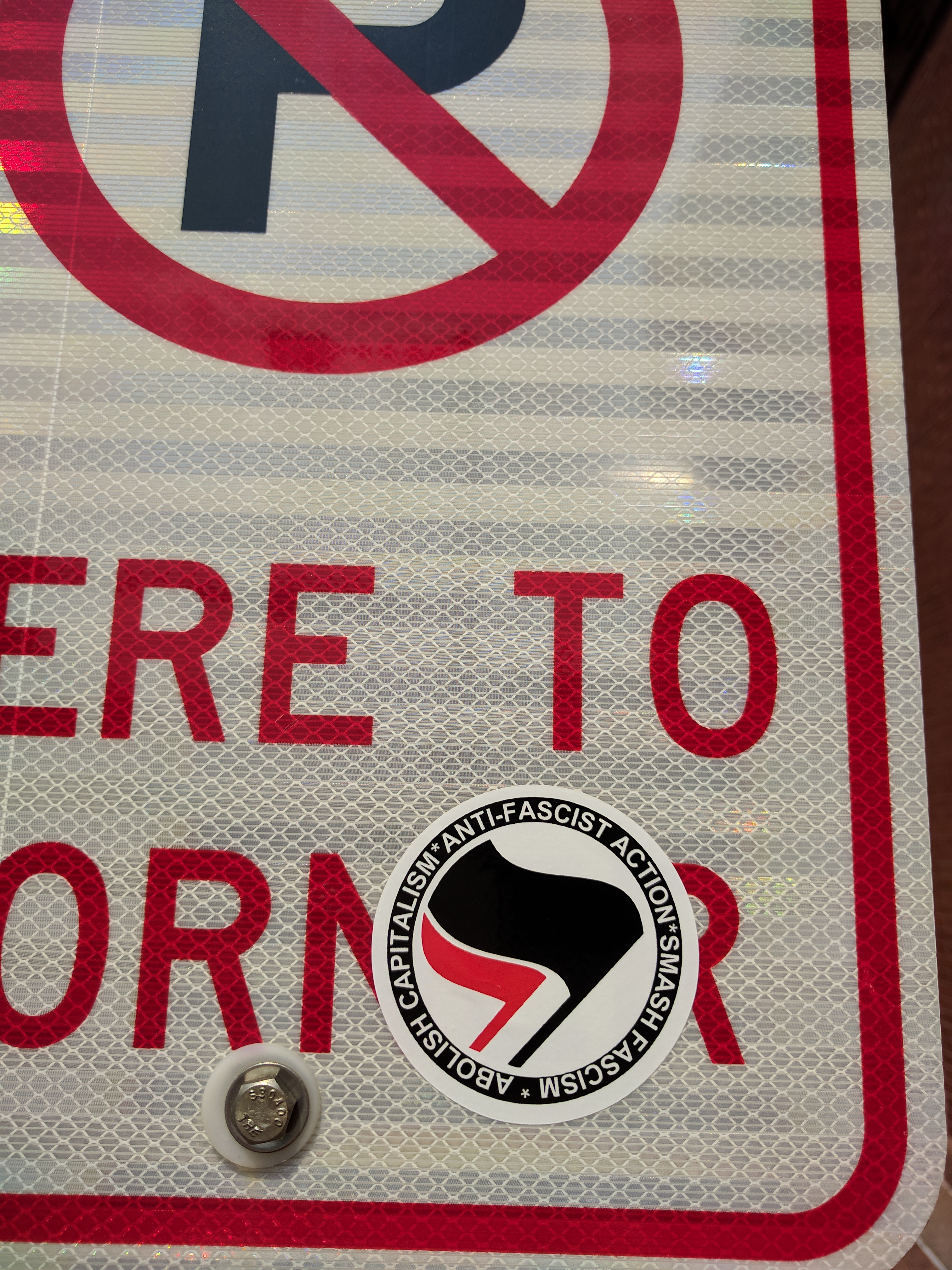
ملصق لأنتيفا، مبني على شعار حركة أنتيفا الألمانية

الكلمة الإنجليزية «Antifa» هي كلمة مستعارة من الألمانية، مأخوذة كشكل مختصر من كلمة «antifaschistisch» الألمانية) (مناهضة الفاشية) واختصار مستعار لـ«(Antifaschistische Aktion» (العمل المناهض للفاشية) (أنتيفاشيستشه أكتسيون)-وهي منظمة تابعة للحزب الشيوعي الألماني التي كانت موجودة في الفترة من 1932 إلى 1933)- فاسمها يدلل على معناها حيث يستطاع القول أنها اختصار لـ«anti-fascist» بمعنى «معاداة الفاشية».

## الهيكل التنظيمي
أنتيفا ليست منظمة موحدة ولكنها بالأحرى حركة بدون هيكل قيادة هرمي، تضم العديد من الجماعات والأفراد المستقلين.فهي لا تملك تسلسل قيادي، وينظم الناشطون لها عادةً عبر الاحتجاجات التي في وسائل التواصل الاجتماعي وعبر مواقع الويب . لكن بعض النشطاء يستخدمون خدمات الرسائل النصية المشفرة مثل سيجنال .وقد نمت الحركة منذ الانتخابات الرئاسية الأمريكية لعام 2016 . اعتبارًا من أغسطس 2017 ، كان هناك ما يقرب من 200 مجموعة مختلفة الأحجام ومستويات النشاط؛ وبذلك لا يوجد لها هيكل تنظيمي واضح للحركة نتيجةً لسريّتها، لكنها تتكون من مئات الجمعيات الحركية غير المركزية والمنتشرة في مختلف ولايات أميركا.

## نبذة تاريخية

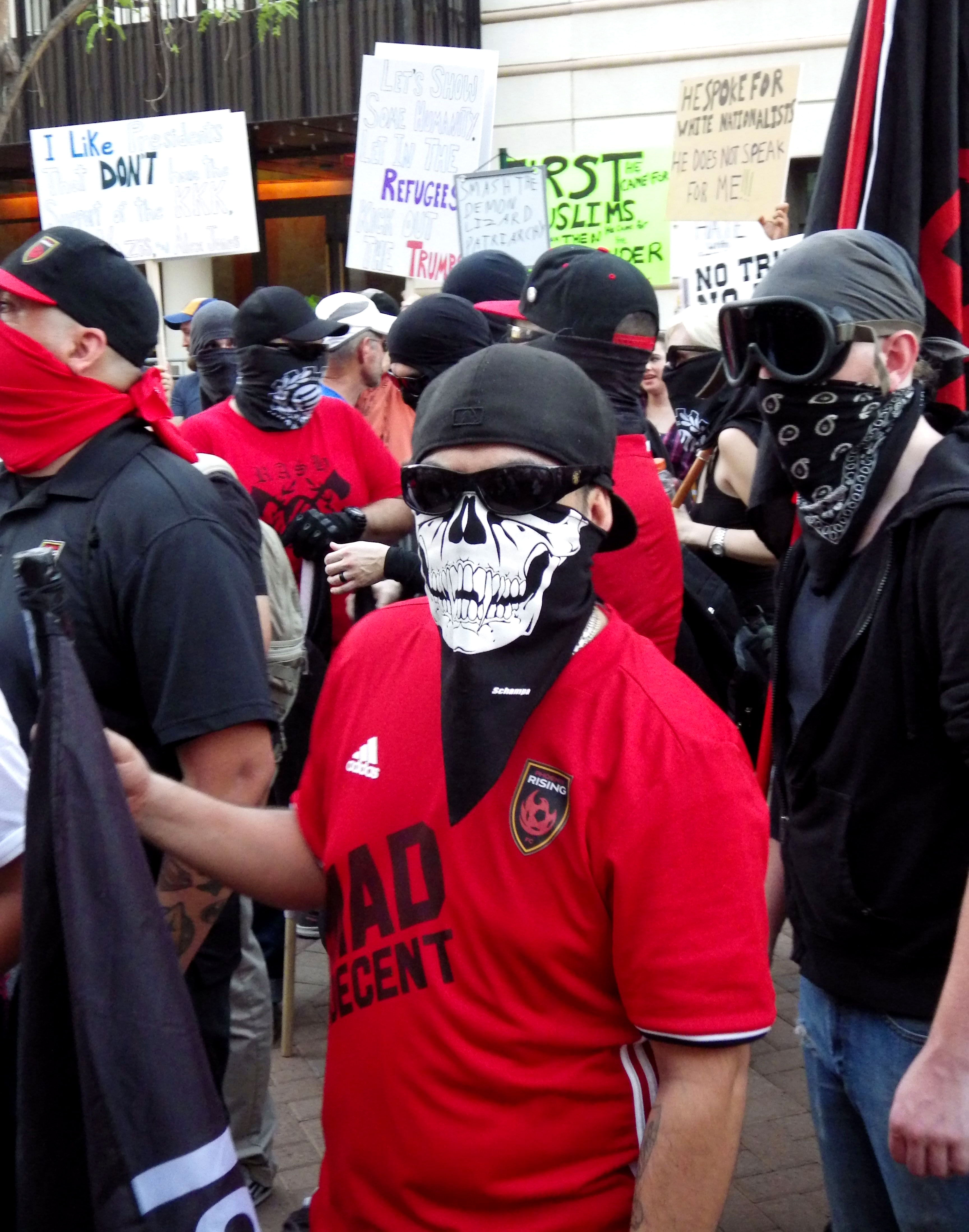
شباب متظاهرون من حركة أنتيفا خلال فعالية حضرها ترامب ومؤيديه في مدينة فينيكس بولاية أريزونا بتاريخ 22 أغسطس عام 2017

عندما نجح الدكتاتور الإيطالي بينيتو موسوليني في توحيد السلطة في ظل حزبه الوطني الفاشي في منتصف عشرينيات القرن العشرين، ظهرت حركة معادية للفاشية في إيطاليا وبلدان مثل الولايات المتحدة. كان العديد من الزعماء المناهضين للفاشية في الولايات المتحدة من النقابيين، واللاسلطويين، والاشتراكيين المهاجرين من إيطاليا من ذوي الخبرة في تنظيم العمل والنضال القتالي. من الناحية الإيديولوجية، تعتبر حركة أنتيفا نفسها خليفة النشطاء المناهضين للنازية في ثلاثينيات القرن العشرين، فقد عادت الجماعات الناشطة الأوروبية، والتي نُظمت في الأساس لمعارضة الدكتاتوريات الفاشية في أثناء الحرب العالمية الثانية، إلى الظهور في سبعينيات القرن العشرين وثمانينياته، من أجل معارضة سيادة البيض وحركة حليقي الرؤوس، ثم انتشرت في نهاية المطاف إلى أميركا. بعد الحرب العالمية الثانية، وقبل نشوء حركة أنتيفا المناهضة للفاشية، تواصلت بين الحين والآخر المواجهات العنيفة مع العناصر الفاشية.
من الممكن إرجاع سياسات حركة أنتيفا الحديثة إلى معارضة اختراق حليقي رؤوس القوة البيضاء لفرق البانك روك البريطانية في سبعينيات وثمانينيات القرن العشرين، وإلى ظهور النازية الجديدة في ألمانيا في أعقاب سقوط جدار برلين. في ألمانيا، جدد اليساريون الشباب، بمن فيهم الأناركيون وأنصار فرقة البانك، ممارسة مناهضة الفاشية على مستوى الشوارع. يكتب الكاتب بيتر بينارت أنه «في أواخر ثمانينات القرن العشرين، بدأ أنصار فرقة البانك اليساريون في الولايات المتحدة يحذون حذوهم، على الرغم من أنهم أطلقوا على جماعاتهم اسم حركة مناهضة العنصرية (إيه آر إيه) بناء على نظرية مفادها أن الأمريكيين أكثر دراية بمكافحة العنصرية من مكافحة الفاشية».
وصف مارك براي، مؤرخ بكلية دارتموث ومؤلف كتاب أنتيفا: دليل مناهضة الفاشية، حركة مناهضة العنصرية (إيه آر إيه) باعتبارها سلفًا لجماعة أنتيفا الأمريكية الحديثة في الولايات المتحدة وكندا. في أواخر ثمانينات وتسعينيات القرن العشرين، قام نشطاء حركة مناهضة العنصرية (إيه آر إيه) بجولات مع فرق البانك وحليقي الرأس الشعبية من أجل منع أنصار كو كلوكس كلان والنازيين الجدد وغيرهم من أنصار سيادة العرق الأبيض من الحشد والتجنيد. كان شعارهم «نذهب حيث يذهبون»، وهو ما يعني أنهم سوف يواجهون نشطاء اليمين المتطرف في حفلات موسيقية ويزيلون موادهم وأغراضهم بنشاط من الأماكن العامة. في سنة 2002، عطلت حركة مناهضة العنصرية (إيه آر إيه) خطابًا في بنسلفانيا ألقاه ماثيو إف. هيل، رئيس مجموعة كنيسة الخالق العالمية لسيادة العرق الأبيض، ما أدى إلى حدوث شجار واعتقال خمسة وعشرين شخصًا. كانت أنتيفا روز سيتي، التي تشكّلت في بورتلاند، أوريغون، سنة 2007، إحدى أقدم جماعات أنتيفا في الولايات المتحدة.
توجد مجموعات أنتيفا أخرى في الولايات المتحدة لها أصول أخرى، على سبيل المثال في مدينة منيابولس بولاية مينيسوتا، حيث تشكلت مجموعة تُدعى بالديز في عام 1987 بقصد محاربة جماعات النازيين الجدد على نحو مباشر.